# Peru International 2008
Die Peru International 2008 im Badminton fanden vom 10. bis zum 13. April 2008 in Lima statt.

## Sieger und Platzierte
| Disziplin    | Gold                               | Silber                           | Bronze                              |
| ------------ | ---------------------------------- | -------------------------------- | ----------------------------------- |
| Herreneinzel | Kevin Cordón                       | Andrés Corpancho                 | Rodrigo Pacheco                     |
| Herreneinzel | Kevin Cordón                       | Andrés Corpancho                 | José Antonio Crespo                 |
| Dameneinzel  | Claudia Rivero                     | Lucía Tavera                     | Yoana Martínez                      |
| Dameneinzel  | Claudia Rivero                     | Lucía Tavera                     | Jie Meng                            |
| Herrendoppel | Francisco Ugaz José Antonio Crespo | Andrés Corpancho Rodrigo Pacheco | Bruno Monteverde Mario Cuba         |
| Herrendoppel | Francisco Ugaz José Antonio Crespo | Andrés Corpancho Rodrigo Pacheco | Antonio de Vinatea Martín del Valle |
| Damendoppel  | Eugenia Tanaka Tania Luiz          | Erin Carroll Leisha Cooper       | Jie Meng Valeria Rivero             |
| Damendoppel  | Eugenia Tanaka Tania Luiz          | Erin Carroll Leisha Cooper       | Claudia Rivero Cristina Aicardi     |
| Mixed        | Andrés Corpancho Cristina Aicardi  | Martín del Valle Daniela Cuba    | Ignacio de Vinatea Debora Blanco    |
| Mixed        | Andrés Corpancho Cristina Aicardi  | Martín del Valle Daniela Cuba    | Bruno Monteverde Claudia Zornoza    |